# 孙圩子镇
孙圩子镇，原为孙圩子乡，是中华人民共和国安徽省宿州市萧县下辖的一个乡镇级行政单位。2021年12月撤乡设镇。

## 行政区划
孙圩子镇下辖以下地区：
孙圩子村、程蒋山村、王庄村、徐双楼村、港河村、丁楼村、马庄村、侯楼村、周圩子村和徐里村。